# Didymoglossum lehmannii
Didymoglossum lehmannii är en hinnbräkenväxtart som först beskrevs av Georg Hans Emmo Wolfgang Hieronymus, och fick sitt nu gällande namn av Edwin Bingham Copeland. Didymoglossum lehmannii ingår i släktet Didymoglossum och familjen Hymenophyllaceae. Inga underarter finns listade.